# Fountains of Light
Fountains of Light è il secondo album del gruppo di rock progressivo statunitense Starcastle.

## Il disco
Fountais of Light viene spesso indicato come l'apice della produzione degli Starcastle. Come gli altri album degli Starcastle, lo stile ricorda molto da vicino quello degli Yes; la voce di Luttrell è a tratti indistinguibile da quella di Jon Anderson, e gli arrangiamenti sono facilmente paragonabili ad album come Time and a Word, The Yes Album o Fragile. Anche i testi riprendono (per certi versi estremizzandoli) i temi preferiti di Anderson, a partire dall'espressione naif di meraviglia e ammirazione nei confronti della natura. Si sente tuttavia anche l'influenza di altri stili, in particolare di gruppi statunitensi come Kansas, Boston e REO Speedwagon.

## Formazione
- Stephen Hagler: chitarra, seconde voci
- Terry Luttrell: voce
- Herb Schildt: tastiere (sintetizzatore, organo, pianoforte, sequencer Oberheim)
- Matthew Stewart: chitarra, seconde voci
- Gary Strater: basso, moog a pedale, seconde voci
- Stephen Tassler: batteria, percussioni, seconde voci

## Lista dei brani
1. Fountains
2. Dawning of the Day
3. Silver Winds
4. True to the Light
5. Portraits
6. Diamond Song (Deep Is the Light)

Tutti i brani sono firmati Tasslet/Luttrell/Strater/Schildt/Stewart/Hagler.